# Trevor Noah
Trevor Noah (Johannesburg, 1984. február 20. –) kétszeres Primetime Emmy-díjas dél-afrikai stand-up komikus, televíziós és rádiós műsorvezető, színész. Az amerikai szatirikus The Daily Show hírműsor műsorvezetője.

## Élete
Anyja, Patricia Nombuyiselo Noah xhosza származású, apja, Robert svájci német származású. Szülei kapcsolata illegálisnak számított Trevor születésekor a fekete-fehér házasságot tiltó apartheid miatt, ezért anyja és apja nem sokat jártak ki együtt. Apja visszatért Svájcba, Noah-t anyja és anyai nagyanyja, Nomalizo Frances Noah nevelte fel. Gyermekkorában minden vasárnap templomba járt. Noah a johannesburgi Maryvale College katolikus magániskolába járt.
Két fiatalabb féltestvére született anyja férjétől, Ngisaveni Shingange-től, akitől az anyja később elvált. Anyját 2009-ben, amikor eljegyezte az akkori partnere, Shingange háton és arcon lőtte, és csak azért nem tudta folytatni a lövések leadását, mert a pisztolya elakadt. Később Noah-t is életveszélyesen megfenyegette. 2011-ben Shingangét elítélték gyilkossági kísérlet vádjával. Noah azt nyilatkozta, reméli, hogy a per keltette nyilvánosság segíteni fog abban, hogy a Dél-afrikai Köztársaságban családon belüli erőszak nagyobb figyelemben részesüljön. “Anyám hosszú évekig járt a rendőrségre, bejelenteni, hogy családon belüli erőszak áldozata, mégis semmit nem tettek. Ez általánosnak számít a Dél-afrikai Köztársaságban. Ezek a bejelentések eltűntek, és az esetek sosem jutottak el a bíróságig.”
2012-ben Shingangét három évre felügyelet alá helyezték gyilkossági kísérlet miatt.
Noah fellépéseinek állandó témái soknemzetiségű származása, megfigyelései a különböző kultúrákról és Johannesburgban töltött gyermekkorának tapasztalatai.

## Pályája
2002-ben, 18 évesen Noah főszerepet játszott a dél-afrikai szappanoperában, az Isidingo-ban. Noé bárkája (angolul: Noah) címmel saját rádióműsort indított a gauteng-i vezető ifjúsági rádióban, a YFM-en. Noah később az ismeretterjesztő Run the Adventure rádióműsort vezette 2004 és 2006 között a SABC-on. 2007-ben a SABC1-en a The Real Goboza című pletykaműsort és a Siyadlala című sport-show-műsort vezette, szintén a SABC-on.
A következő saját műsorokkal lépett fel Dél-Afrikában: The Daywalker (Éber-kóros) (2009), Crazy Normal (Őrülten normális) (2011), That's Racist (Ez rasszista) (2012), és It's My Culture (Ez az én kultúrám) (2013).
2011-ben az Amerikai Egyesült Államokba költözött. 2012. január 6-án ő volt az első dél-afrikai humorista, aki fellépett a The Tonight Show-ban, majd 2013. május 17-én ő volt az első dél-afrikai humorista, aki David Letterman Late Show-jában lépett fel. 
2012-ben You Laugh But It's True (Nevetsz, de ez így van) címmel dokumentumfilmet forgattak róla.

### The Daily Show
2014 decemberében Noah a The Daily Show állandó közreműködője lett. 2015 márciusában a Comedy Central bejelentette, hogy Noah lesz a The Daily Show új műsorvezetője Jon Stewart visszavonulása után. Noah 2015 szeptember 28-án debütált műsorvezetőként.

## Magánélete
Noah poliglott, azaz többnyelvű, számos nyelven beszél, többek között angolul, németül, xhoszául, zuluul, sothóul és afrikaansul.

## Művei

### Könyv
- Noah, Trevor. Born a Crime: Stories from a South African Childhood. Spiegel & Grau (2016. június 17.). ISBN 978-0399588174
  - Noah, Trevor. Bűnben születtem. Agave Könyvek (2021). ISBN 9789634196983

### Hangoskönyv
- 2016: Born a Crime: Stories from a South African Childhood (read by the author), Audible Studios on Brilliance Audio, ISBN 978-1531865047

## Fordítás
- Ez a szócikk részben vagy egészben  a   Trevor Noah című angol Wikipédia-szócikk fordításán alapul.  Az eredeti cikk szerkesztőit annak laptörténete sorolja fel. Ez a jelzés csupán a megfogalmazás eredetét és a szerzői jogokat jelzi, nem szolgál a cikkben szereplő információk forrásmegjelöléseként.